# Anatoli Krikun
Anatoli Krikun, né le 24 mars 1948 à Tartu dans la République socialiste soviétique d'Estonie, est un ancien joueur soviétique de basket-ball, évoluant au poste de meneur. 

## Carrière

### Palmarès
- Médaille de bronze Jeux olympiques 1968
- Médaille de bronze au championnat du monde 1970
- Champion d'Europe 1967